# Sharlee D'Angelo
Sharlee d'Angelo (nombre real: Charles Petter Andreason) es un bajista sueco actualmente miembro de Arch Enemy. Anteriormente estuvo en las bandas Mercyful Fate (1993-1999), King Diamond (1990-1993), Spiritual Beggars y IllWill. Otros grupos con los que ha tocado son Dismember, Sinergy, Witchery y Hemisfear.

## Equipamiento
Sharlee posee su propio modelo Signature de bajo. La marca Ibanez se lo fabricó a partir de los requisitos exactos del propio bajista, creando el modelo "Ibanez Sharlee D'Angelo SDB1". Comparte patrocinio con otros bajistas como Peter Iwers de In Flames, Reginald Arvizu de Korn, Mike D'Antonio de Killswitch Engage, Gerald Veasley, el exbajista de Slipknot Paul Gray, Gary Willis y muchos más.